# Епархија британско-скандинавска
Епархија британско-скандинавска (енгл. Diocese of Great Britain and Scandinavia) бивша је епархија Српске православне цркве.
Надлежни архијереј био је епископ Доситеј (Мотика), а сједиште епархије налазило се у Стокхолму (Црква Светог Саве у Стокхолму).
Епархија је маја 2024. подељена на две нове: Епархија британско-ирска и Епархија скандинавска.

## Историја
Епархија британско-скандинавска са сједиштем у Стокхолму је основана у децембру 1990. од дијелова бивше Западноевропске епархије.
Епархија имала је у Шведској седам црквених општина са десет парохија, у Норвешкој једну црквену општину и парохију, у Данској исто једну црквену општину и парохију и у Финској и Исланду по једну мисионарску парохију. Под својом јурисдикцијом имала је и три парохије православних Швеђана, један манастир (Брадеред) и два манастирска имања.
У Уједињеном Краљевству имала је осам црквених општина са девет парохија.
Дугогодишњи архијерејски заменик био је бирмингамски свештеник Миленко Зебић (1926-2015). У Бирмингаму постоји храм посвећен Светом кнезу Лазару - Лазарица, освећен 1968. године, док је црквена општина основана 1948.